# Harry Wootliff
Pour les articles homonymes, voir Wootliff.
Harriet « Harry » Wootliff, née à Leeds (Angleterre), est une réalisatrice et scénariste britannique de cinéma et de télévision.

## Biographie
Wootliff naît à Leeds, en Angleterre. Elle se forme à l'école de ballet Elmhurst à Edgbaston et à la Bristol Old Vic Theatre School, où elle étudie le théâtre,.
Son premier court métrage, Nits (2004), est projeté à Cannes à la Quinzaine des réalisateurs, nommé aux Bafta et remporte le BFI London Film Festival 'TCM Classic Shorts Film Competition', Soho Rushes et Birds Eye View. Son deuxième court métrage, Trip (2008), mettant en vedette Sam Hazeldine, connait sa première en sélection officielle à Berlin,.
Wootliff réalise l'épisode I Don't Care de la série Coming Up pour Channel 4, avec Paloma Faith, Iwan Rheon, David Leon et Mark Benton. Le drame est projeté au Festival international du film d'Édimbourg et Soho Rushes.
En 2013, Wootliff est finaliste du Arts Foundation Award for Screenwriting.
Le premier long métrage de Wootliff, le drame romantique acclamé par la critique Only You, avec Laia Costa et Josh O'Connor, est présenté le 19 octobre 2018 au Festival du film de Londres, où il est nommé pour le First Feature Award et le IWC Schaffhausen Filmmaker Bursary Award. Only You remporte le Critics' Award au 30e Festival du film de Dinard, deux British Independent Film Awards, un Writers' Guild Award et une nomination au BAFTA.
Le 7 mai 2019, il est annoncé que Wootliff réaliserait son deuxième long métrage, True Things (en), basé sur le roman True Things About Me, de Deborah Kay Davies. Le film est présenté en première mondiale au Festival international du film de Venise 2021 le 4 septembre 2021.

## Filmographie partielle

### Réalisation
- 2004 : Nits (court métrage)
- 2008 : Trip (court métrage)
- 2012 : Boys on Film 8: Cruel Britannia (segment "I Don't Care")
- 2018 : Only You
- 2019 : Deep Water (série télévisée, 2 épisodes)
- 2021 : True Things (en)

## Récompenses et distinctions
British Academy Film Awards
- 2004 : Nomination pour le Meilleur court métrage (Nits)
- 2020 : Nomination au British Academy Film Award du meilleur nouveau scénariste, réalisateur ou producteur britannique (Only You)

Prix du film indépendant britannique
- 2019 : A reçu le Prix Douglas Hickox - Premier réalisateur (Only You)
- 2019 : Nomination en tant que premier scénariste (Only You)[20]

Festival international du film de Venise
- 2021 : Nomination pour le Venice Horizons Award (True Things)

Festival du film de Londres
- 2004 : Obtention du Prix TCM (Nits)
- 2018 : Nomination pour le Sutherland Award dans la compétition du premier long métrage (Only You)[21]